# Erich Fried
Erich Fried (Viena, 6 de maio de 1921 - Baden-Baden, 22 de novembro de 1988) foi um poeta, tradutor e ensaísta austríaco, descendente de judeus. É considerado um dos principais representantes da poesia política da Alemanha e grande tradutor de Shakespeare para o alemão, por conseguir transmitir os jogos de linguagem do dramaturgo inglês. Traduziu também obras de T. S. Eliot, Dylan Thomas, Graham Greene, Sylvia Plath e John Synge. Seu único romance é O Soldado e uma Menina, de 1960, e seu mais famoso livro de poemas é Es ist was es ist (1983).
Participou do cenário político de seu tempo com palestras, manifestações e tomou posições públicas de oposição, adquirindo a reputação de “Stören-Fried” (um trocadilho com seu nome, cuja tradução seria “paz perturbadora”) em círculos conservadores e de direita. Tinha o espírito independente, não sendo monopolizado por uma ideologia fixa. Seus poemas de amor publicados em 1979 tiveram um público mais vasto.
Para um leitor brasileiro, a poesia de Erich Fried soará familiar e poderá ligar-se à de modernistas como Manuel Bandeira e Oswald de Andrade.

## Vida e Obra
Erich Fried nasceu e passou sua juventude em Viena. Único filho do casal judeu Hugo (despachante) e Nellie Fried (designer gráfico), moravam no apartamento da avó Malvine. Aos 5 anos apresentava-se com um grupo de teatro na capital e redondezas.
Logo após a anexação da Áustria à Alemanha Nazista, seu pai foi assassinado num interrogatório pela Gestapo, em maio de 1938. Com isso, Fried emigrou para Londres, onde viveu até sua morte. Durante a guerra, trabalhou temporariamente como bibliotecário, auxiliar de fábrica e outras pequenas ocupações.
Na capital inglesa, fez parte do “Comitê de Refugiados Judeus” e fundou um grupo de apoio chamado “Jovens Emigrantes”, conseguindo resgatar mais de 70 pessoas, incluindo sua mãe, da Áustria ocupada pelos nazistas. Em 1940, tornou-se membro de duas principais organizações de refugiados, o "Centro Austríaco" e a "Liga de Cultura Livre Alemã", o que lhe rendeu contatos com muitos escritores. Depois de 1945, expandiu seu círculo de conhecidos, do qual fizeram parte Ingeborg Bachmann, Otto Basil, Paul Celan, Ernst Jandl, Andreas Okopenko, Ernst Schönwiese e Hans Weigel.
Logo após o nascimento de seu primeiro filho Hans, casou-se com Maria Marburg em 1944 e, no mesmo ano, publicou seu primeiro volume de poesias, o antifascista Deutschland, pela PEN-Clubs. Em seguida (1945), publica Österreich, dedicado aos crimes na Áustria. Em 1946, trabalhou intensivamente em seu romance O Soldado e uma Menina.
Seu segundo casamento foi em 1952, com Nan Spence Eichner, e tiveram David (1958) e Katherine (1961). Em 1962, voltou pela primeira vez a Viena, devido a um convite feito pelo dirigente da Sociedade Austríaca de Literatura, Wolfgang Kraus. No ano seguinte, em 9 de maio, houve a primeira encenação de uma obra de Shakespeare traduzida por Fried, em Bremen. No mesmo ano, em outubro, tornou-se membro do influente Grupo 47. Divorciou-se em 1965 e, no mesmo ano, casou-se pela terceira vez com Catherine Boswell, com quem teve Petra (1965) e os gêmeos Klaus e Tom (1969).
Trabalhou como redator em várias revistas e, de 1952 a 1968, foi comentarista político para o “Serviço Alemão” da BBC. Noticiava eventos importantes no mundo e corrigia informações distorcidas sobre o Ocidente. Como resultado da posição inalterada da BBC sobre a Guerra Fria, deixou a emissora em 1968. Seguiu, então, com sua obra literária, fortalecendo seu compromisso político, especialmente na Alemanha. 

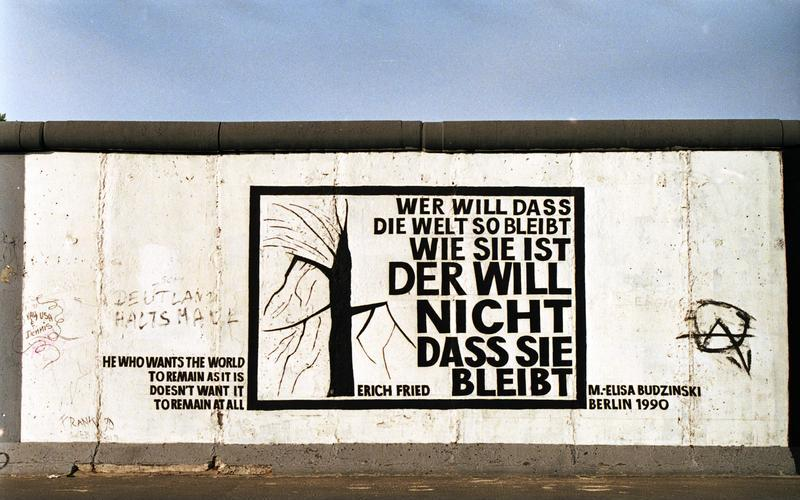
Poema de Erich Fried no Muro de Berlim (East Side Gallery), 1990.

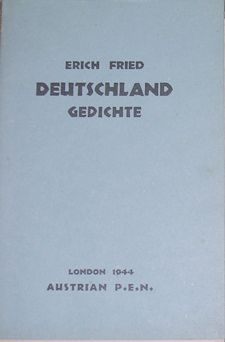
Capa do livro Deutschland.

Muitas vezes entrou em conflito com a opinião pública, quando criticou questões sobre política abertamente. Precisou até mesmo defender-se em tribunal, por causa de suas declarações. Em 1979, Erich Fried foi surpreendido pelo sucesso de seu livro Liebesgedichte. Em seguida, publicou o livro de poesia lírica amorosa Es ist was es ist (1983), cujo poema Was es ist é o seu mais conhecido.
Recuperou a cidadania austríaca em 1982, mantendo a britânica, concedida em 1949. O escritor austro-britânico morreu em 22 de novembro de 1988, em consequência de um câncer no intestino. Seu túmulo está localizado no Cemitério de Kensal Green em Londres e seus trabalhos estão armazenados no arquivo literário da Biblioteca Nacional Austríaca. É, hoje, um dos poetas mais amados da língua alemã.

## Prêmios
- 1972 Prêmio de Literatura
- 1977 Prêmio Editorial Internacional dos Sete (Prix Internacional des Editeurs)
- 1978 Prêmio da Áustria de Literatura
- 1980 Prêmio de Literatura da cidade de Viena
- 1983 Prêmio de Literatura da cidade de Bremen
- 1985 Medalha de Ouro de Serviços para a cidade de Viena
- 1986 Prêmio do Estado austríaco pelas realizações da cultura austríaca no exterior
- 1986 Medalha Carl-von-Ossietzky
- 1987 Chave de Ouro da cidade de Smederevo (Iugoslávia)
- 1987 Prêmio Georg Büchner
- 1988 Doutor Honoris Causa da Universidade de Osnabrück (Departamento de Língua e Literatura)